# Гранатовий колір

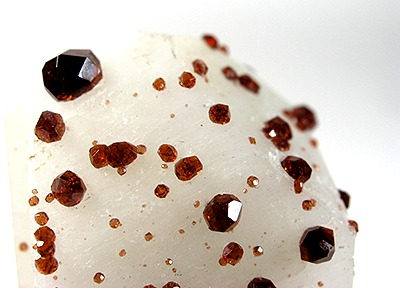
Мінерал групи гранатів.

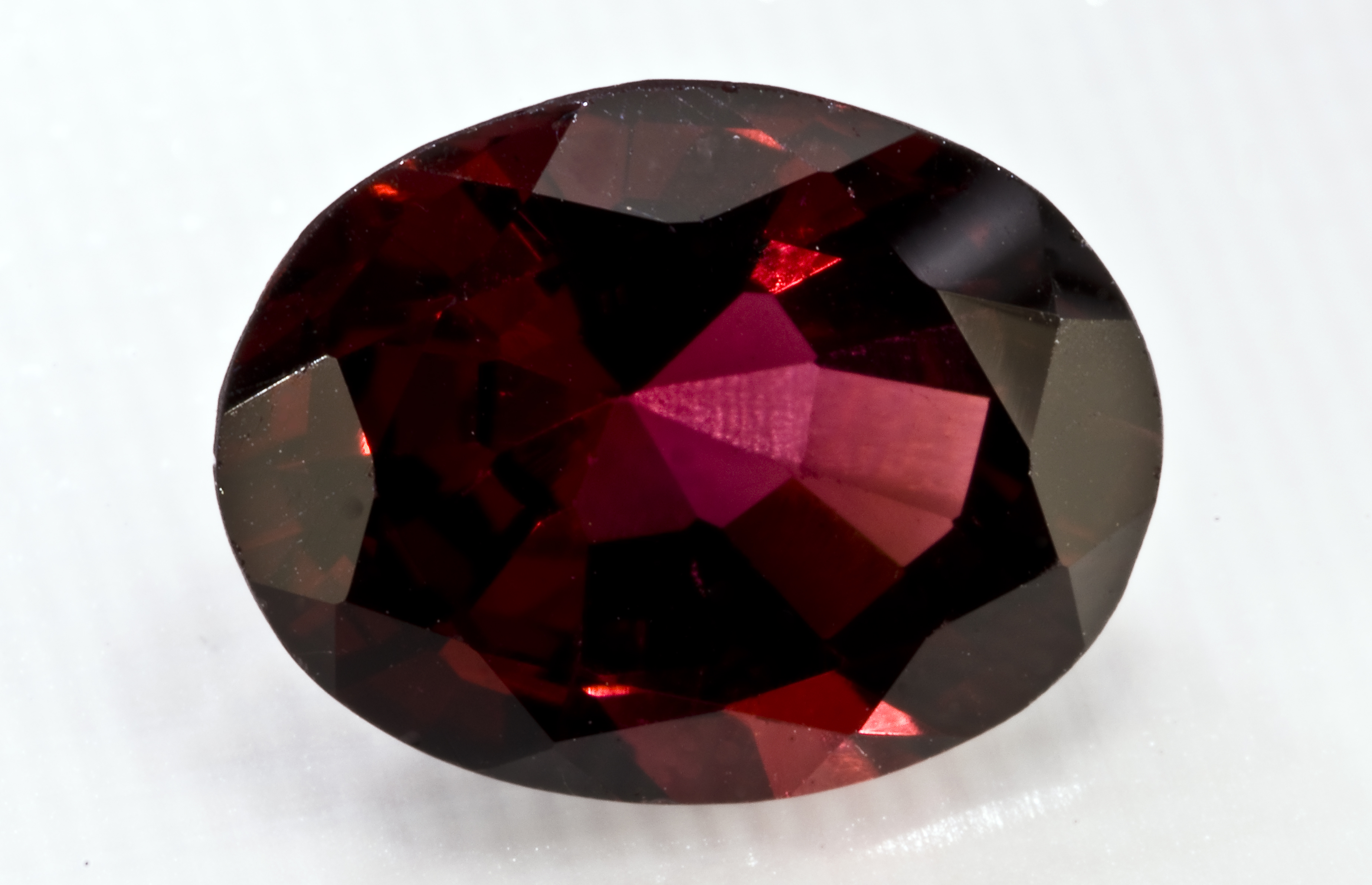
Камінь Альмандин з групи гранатів.

Гранатовий або гранатний колір — відтінок червоного кольору. Може означати як яскраво-червоний відтінок, що походить від плоду гранатового дерева — гранату, так і темно-червоний, що походить від кольору мінералів гранатів.
Історично гранатовим також називали темносиній, темнофіолетовий відтінок.

## Походження назви
З XVII ст. і протягом усього XVIII ст зустрічається назва англійського сукна — сеета, — що мало червоний відтінок, і описувалося як гранатове.
Гранатом (від пол. granat) з XVII ст. у Гетьманщині називали відносно тонке якісне сукно, дешевше за інші сорти дорогих сукон, спочатку — темно-синього кольору.
У польській мові пол. granatowy раніше означав один із різновидів червоного, а в значенні темно-синього його стали широко вживати в XIX ст.